# Araceli González Carballo
Araceli González Carballo   (Coeses, Lugo, 6 de juliol de 1914 - Madrid, març 1990) va ser una infermera, espia doble, gallega, que junt al seu primer marit van ser claus per aconseguir fer creure Hitler i el comandament alemany, que les tropes aliades estaven disposades per entrar per Calais i no pas per Normandia, cosa que va permetre l'èxit del Desembarcament de Normandia al final de la Segona Guerra Mundial.

## Biografia
Va nàixer a la parròquia de Coeses, al municipi de Lugo filla d'una bona família que li proporciona una vida benestant. Durant la guerra civil va fer d'infermera voluntària a l'hospital de sang de Lugo, on va realitzant tota mena de tasques de neteja i atenció als malalts i veient de prop el sofriment.
L'any 1938, per mediació de son pare, va marxar a Burgos com a secretària del governador del Banc d'Espanya, on al febrer de 1939 va conèixer qui seria el seu primer marit i col·laborador, l'oficial i doble espia Joan Pujol i García. En acabar la guerra es van casar i es van traslladar a Madrid. L'any 1942 es trasllada amb el seu marit a Londres, on s'incorpora a la societat anglesa i coneix la duquesa de Kent i altres membres de l'aristocràcia, a més de simpatitzar amb Winston Churchill. Malgrat ser feliç, viu una vida molt intensa i perillosa facilitant informacions falses als alemanys sobre els llocs que devien bombardejar, sobre la creació d'una xarxa d'agents secrets, etc.
L'any 1944 després de l'operació Fortitude', van tornar a Madrid, i després a Lugo on la policia va sospitar que Araceli podia estar involucrada en espionatge, llavors per por a ser descoberts el matrimoni i els dos fills, Juan i Jorge, van decidir desaparèixer de l'escena pública i traslladar-se a Caracas on naix la tercera filla, María Eugenia. Araceli no va adaptar-se a Veneçuela i va decidir tornar a Lugo amb els seus fills, per a després traslladar-se a Madrid, on va treballar d'intèrpret, guia i relacions públiques per a les delegacions diplomàtiques de les ambaixades americanes i britàniques, mentre, el seu marit temerós per la seua vida, decideix quedar-se, Araceli i Joan estan cada cop més distants i el matrimoni se separa.
L'any 1958 es casa de nou amb Edward Kreisler i els seus tres fills prenen el cognom Kreisler a la nova família. El 1965 funden la Galeria Kreisler. L'any 1990 Araceli moria d'un vessament cerebral.

## Filmografia
- Hitler, Garbo... y Araceli, un documental teatralitzat sobre la vida d'Araceli González de José de Cora, realitzat per TVGA (2009)[3]